# Bendix G-15
Pour les articles homonymes, voir Bendix.

Le Bendix-G15 est un ordinateur qui a été créé en 1956 par la compagnie Bendix à Los Angeles en Californie. 

## Caractéristiques
Le G15 occupe un volume d’1 m sur 1 m sur 1,5 m et pèse environ 450 kg. Le système de base sans ses périphériques coûtait au moment de sa sortie en 1956 49 500 $, ou 60 000 $ avec ses accessoires, ce qui correspondrait avec l’inflation à 500 000 $ actuels. Il était aussi possible de le louer pour 1 485 $ par mois.

## Histoire

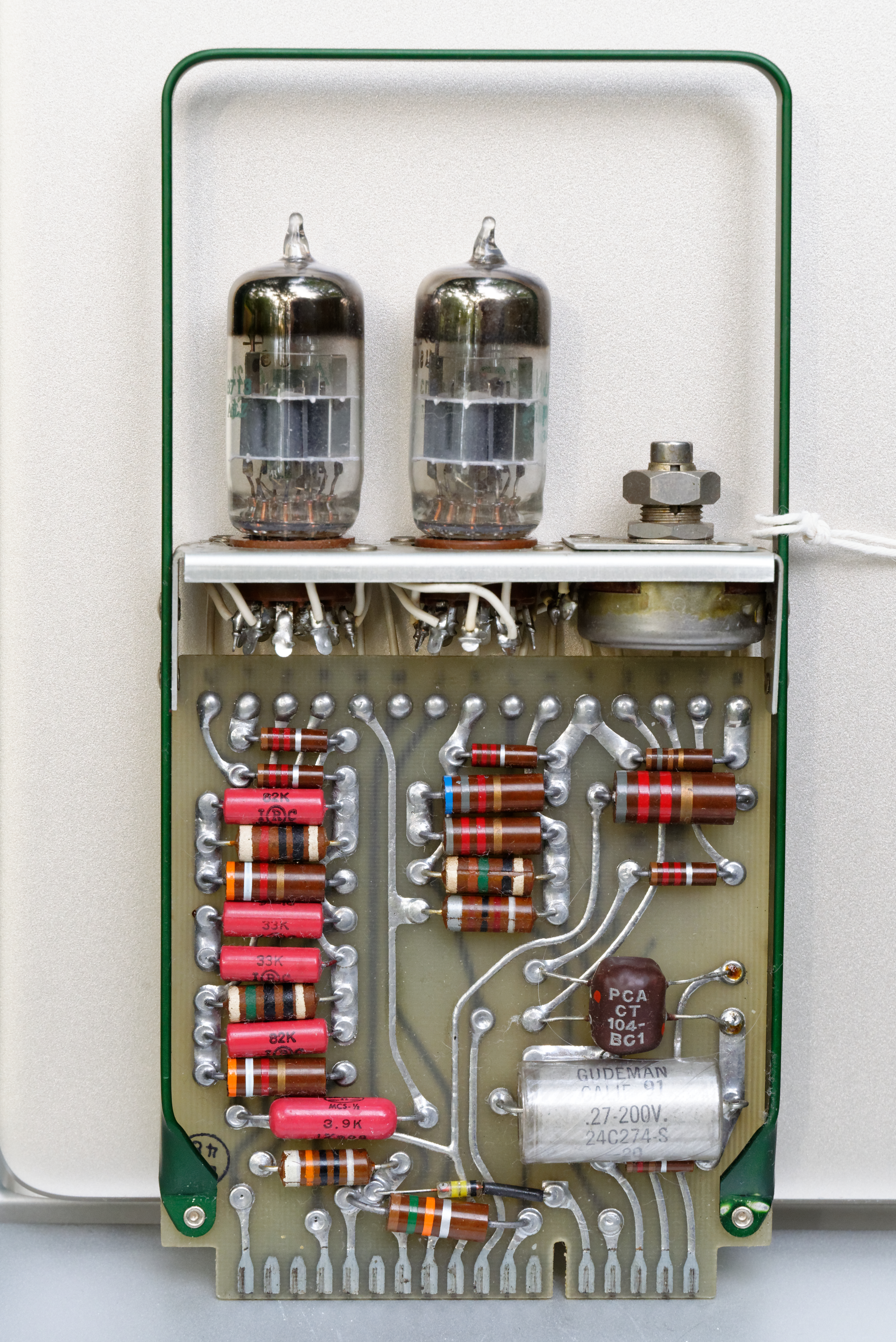
Un module d'un G-15

Le concepteur en chef du G15 est l’informaticien et mathématicien Harry Huskey, qui avait auparavant travaillé avec Alan Turing sur l’Automatic Computing Engine (ACE), et sur les ordinateurs SWAC et ENIAC dans les années 1950. Il est alors professeur à l’Université de Californie à Berkeley, entre autres affectations académiques. David C. Evans contribue également au projet ; il fondera ensuite Evans & Sutherland avec Ivan Sutherland, et se concentrera sur l’informatique graphique.

## Architecture
Le G15 est inspiré par l’ACE ; il s’agit d’une machine à architecture en série, dont la mémoire principale est stockée par un tambour magnétique. Ce tambour sert de mémoire à ligne de délai. Chaque piste dispose de têtes de lecture et d’écriture : lorsqu’un bit est lu sur la piste, il est recopié plus loin sur la même piste. La distance de recopie, et donc le nombre de mots par piste, sont déterminés par l’espacement des jeux de têtes, le délai correspondant au temps nécessaire pour qu’un secteur de la piste passe d’une tête de lecture à la tête d’écriture associée. Dans des conditions d’opération normales, les données sont réécrites sans modifications, mais le flot de données peut aussi être intercepté et partiellement mis à jour par la machine si besoin.
Cette architecture permet aux concepteurs de créer des lignes de délai de n’importe quelle longueur souhaitée. En plus des deux "longues lignes" de 108 mots chacune, il y a quatre lignes courtes de quatre mots, qui sont rafraîchies 27 fois plus fréquemment que les longues, ce qui procure un accès plus rapide aux données les plus souvent accédées. 
Les accumulateurs du système fonctionnent également comme des lignes de tambour : trois lignes de deux mots sont utilisées pour le stockage intermédiaire des valeurs et les opérations à double précision, en sus d’un accumulateur d’un seul mot. Le fait d’utiliser le tambour à cet effet plutôt que des bascules permet de réduire le nombre de tubes à vide.
À cause de ces choix pour la mémoire, et contrairement à d’autres ordinateurs à tambour magnétique, la mémoire du G15 n’est pas préservée lorsque l’ordinateur est éteint. Les deux seules pistes permanentes sont écrites sur le tambour au moment de la fabrication de l’unité ; la seconde servant de sauvegarde, puisque ces pistes peuvent être effacées si l’un des tubes amplificateurs est défaillant.
Le G15 contient 180 jeux de tubes à vide et 300 diodes en germanium, qui constituent environ 450 tubes. La mémoire magnétique permet d’y écrire 2 160mots de 29 bits. Le temps moyen d’accès à la mémoire est de 14,5 millisecondes, mais l’architecture permet d’abaisser ce temps avec des programmes adaptés. Une addition met 270 microsecondes, une multiplication 2 439 microsecondes en simple précision et 16 700 microsecondes en double précision.

## Périphériques
Un des périphériques de sortie principaux du G15 est une machine à écrire capable de sortir 10 caractères par seconde (pour les chiffres et les lettres minuscules de u à z) ou 3 caractères par seconde (pour les lettres). La machine n’est capable d’imprimer que ces caractères à cause de ses faibles capacités de stockage, mais il était possible d’imprimer ses sorties sur des feuilles pré-imprimées. 
Les programmes et parfois les données sont lues par un lecteur de bandes de papier (celles-ci étant rangées dans des cartouches pour un chargement plus facile). Le dispositif permet de lire entre 250 et 400 caractères par seconde selon la version utilisée ; ces caractères sont organisés en blocs de 108 mots ou moins, à cause de la limite maximale de mots en lecture. Une cartouche contient alors plusieurs blocs, et jusqu’à 2500 mots, soit environ 10 kB.
D’autres dispositifs permettent de lire des bandes ou des cartes perforées.

## Perception
Le G15 est parfois décrit comme le premier ordinateur personnel, mais il dispute ce titre avec d’autres systèmes comme le LINC ou le PDP-8, tandis que certains avancent que seuls les micro-ordinateurs apparus dans les années 1970 peuvent être appelés ordinateurs personnels. Dans tous les cas, les coûts bas d’achat et d’utilisation de la machine, ainsi que la possibilité de l’utiliser sans un opérateur dédié, permettent à des organisations de laisser aux utilisateurs l’accès complet à l’ordinateur.
Plus de 400 exemplaires sont fabriqués, dont environ 300 sont installés aux États-Unis, et quelques autres au Canada ou en Australie. La machine est ainsi utilisée en génie civil, notamment pour résoudre des problèmes d’optimisation du terrassement lors de la construction de routes. Certains des G15 encore entiers sont aujourd’hui exposés dans des musées d’informatique ou de technologie partout dans le monde.
Harry Huskey a reçu un des derniers G15 produits, muni d’une façade plaquée or.
Le Bendix G15 est également le premier ordinateur jamais utilisé par Ken Thompson.